# Judo-Europameisterschaften 2024

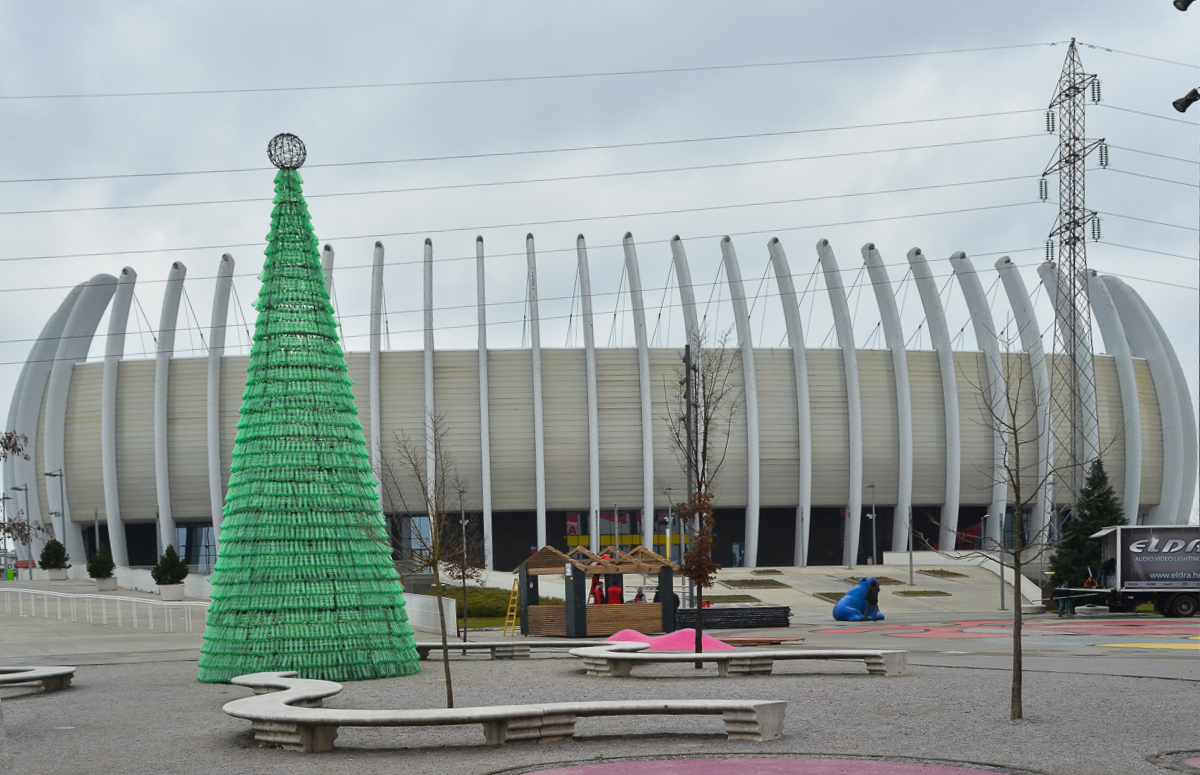
Arena Zahreb

Die Judo-Europameisterschaften 2024 fanden vom 25. April bis zum 27. April 2024 in der Arena Zagreb in der kroatischen Hauptstadt Zagreb statt. Insgesamt nahmen 427 Athleten aus 47 Ländern an der Veranstaltung teil. In 14 Gewichtsklassen (je 7 für Männer und Frauen) wurden Medaillen vergeben. Hidayət Heydərov konnte als einziger seinen Titel aus dem Vorjahr verteidigen, er gewann seinen dritten Titel in Folge und seinen vierten Titel insgesamt.
Wie 2023 durften russische Judoka starten, allerdings nur als Neutrale.

## Ergebnisse

### Männer
| Gewichtsklasse | Gold                   | Silber              | Bronze                                      |
| -------------- | ---------------------- | ------------------- | ------------------------------------------- |
| – 60 kg        | Francisco Garrigós     | Balabay Ağayev      | Salih Yildiz Cédric Revol                   |
| – 66 kg        | Wascha Margwelaschwili | Muhammed Demirel    | Elios Manzi Bence Pongrácz                  |
| – 73 kg        | Hidayət Heydərov       | Danil Lawrentjew    | Lascha Schawdatuaschwili Joan-Benjamin Gaba |
| – 81 kg        | Tato Grigalaschwili    | Frank de Wit        | Shamil Borchashvili Vedat Albayrak          |
| – 90 kg        | Eljan Hajiyev          | Krisztián Tóth      | Alex Creț Lascha Bekauri                    |
| – 100 kg       | Matwei Kanikowski      | Ilia Sulamanidse    | Gennaro Pirelli Michael Korrel              |
| + 100 kg       | Inal Tassojew          | Guram Tuschischwili | Tamerlan Baschajew Marius Fizel             |

### Frauen
| Gewichtsklasse | Gold             | Silber              | Bronze                               |
| -------------- | ---------------- | ------------------- | ------------------------------------ |
| – 48 kg        | Kristina Dudina  | Blandine Pont       | Tamar Malca Catarina Costa           |
| – 52 kg        | Distria Krasniqi | Odette Giuffrida    | Ariane Toro Réka Pupp                |
| – 57 kg        | Darja Bilodid    | Kaja Kajzer         | Eteri Liparteliani Timna Nelson Levy |
| – 63 kg        | Renata Zachová   | Joanne van Lieshout | Savita Russo Andreja Leški           |
| – 70 kg        | Barbara Matić    | Elisavet Teltsidou  | Lara Cvjetko Ai Tsunoda              |
| – 78 kg        | Audrey Tcheuméo  | Anna-Maria Wagner   | Alina Böhm Inbar Lanir               |
| + 78 kg        | Raz Hershko      | Julia Tolofua       | Kayra Özdemir Léa Fontaine           |

## Medaillenspiegel
| Rang   | Land              | Gold | Silber | Bronze | Gesamt |
| ------ | ----------------- | ---- | ------ | ------ | ------ |
| a.K.   | Neutrale Athleten | 3    | 1      | 1      | 5      |
| 1      | Georgien          | 2    | 2      | 3      | 7      |
| 2      | Aserbaidschan     | 2    | 1      | 0      | 3      |
| 3      | Frankreich        | 1    | 2      | 3      | 6      |
| 4      | Israel            | 1    | 0      | 3      | 4      |
| 5      | Spanien           | 1    | 0      | 2      | 3      |
| 6      | Kroatien          | 1    | 0      | 1      | 2      |
| 7      | Kosovo            | 1    | 0      | 0      | 1      |
| 7      | Tschechien        | 1    | 0      | 0      | 1      |
| 7      | Ukraine           | 1    | 0      | 0      | 1      |
| 10     | Niederlande       | 0    | 2      | 1      | 3      |
| 11     | Italien           | 0    | 1      | 3      | 4      |
| 11     | Türkei            | 0    | 1      | 3      | 4      |
| 13     | Ungarn            | 0    | 1      | 2      | 3      |
| 14     | Deutschland       | 0    | 1      | 1      | 2      |
| 14     | Slowenien         | 0    | 1      | 1      | 2      |
| 16     | Griechenland      | 0    | 1      | 0      | 1      |
| 17     | Österreich        | 0    | 0      | 1      | 1      |
| 17     | Portugal          | 0    | 0      | 1      | 1      |
| 17     | Rumänien          | 0    | 0      | 1      | 1      |
| 17     | Slowakei          | 0    | 0      | 1      | 1      |
| Gesamt | Gesamt            | 14   | 14     | 28     | 56     |